# Czarna Góra (Pasmo Przedbabiogórskie)
Czarna Góra, Cicha Góra (858 m) – najwyższy szczyt Pasma Solnisk, które w regionalizacji fizycznogeograficznej Polski według Jerzego Kondrackiego zaliczane jest do Beskidu Makowskiego, w nowszej regionalizacji z 2018 roku do Beskidu Żywiecko-Orawskiego, a w najszerszym ujęciu do Beskidu Żywieckiego.
Czarna Góra znajduje się na południowo-zachodnim końcu Pasma Solnisk, na granicy Lachowic i Koszarawy. Sąsiaduje od wschodu z Kobylą Głową (841 m). Południowe stoki opadają do doliny Koszarawy i są w dużym stopniu bezleśne, zajęte przez wysoko wspinające się na stoki Czarnej Góry pola i zabudowania przysiółków Koszarawy. Zachodnie oraz północne stoki opadają do doliny Lachówki i tylko w ich dolnej części znajdują się zabudowania przysiółków należących do Lachowic. Północne i wschodnie stoki Czarnej Góry są niemal całkowicie porośnięte lasem. Przez szczyt nie prowadzą żadne szlaki turystyczne, natomiast północne stoki góry trawersuje droga leśna.

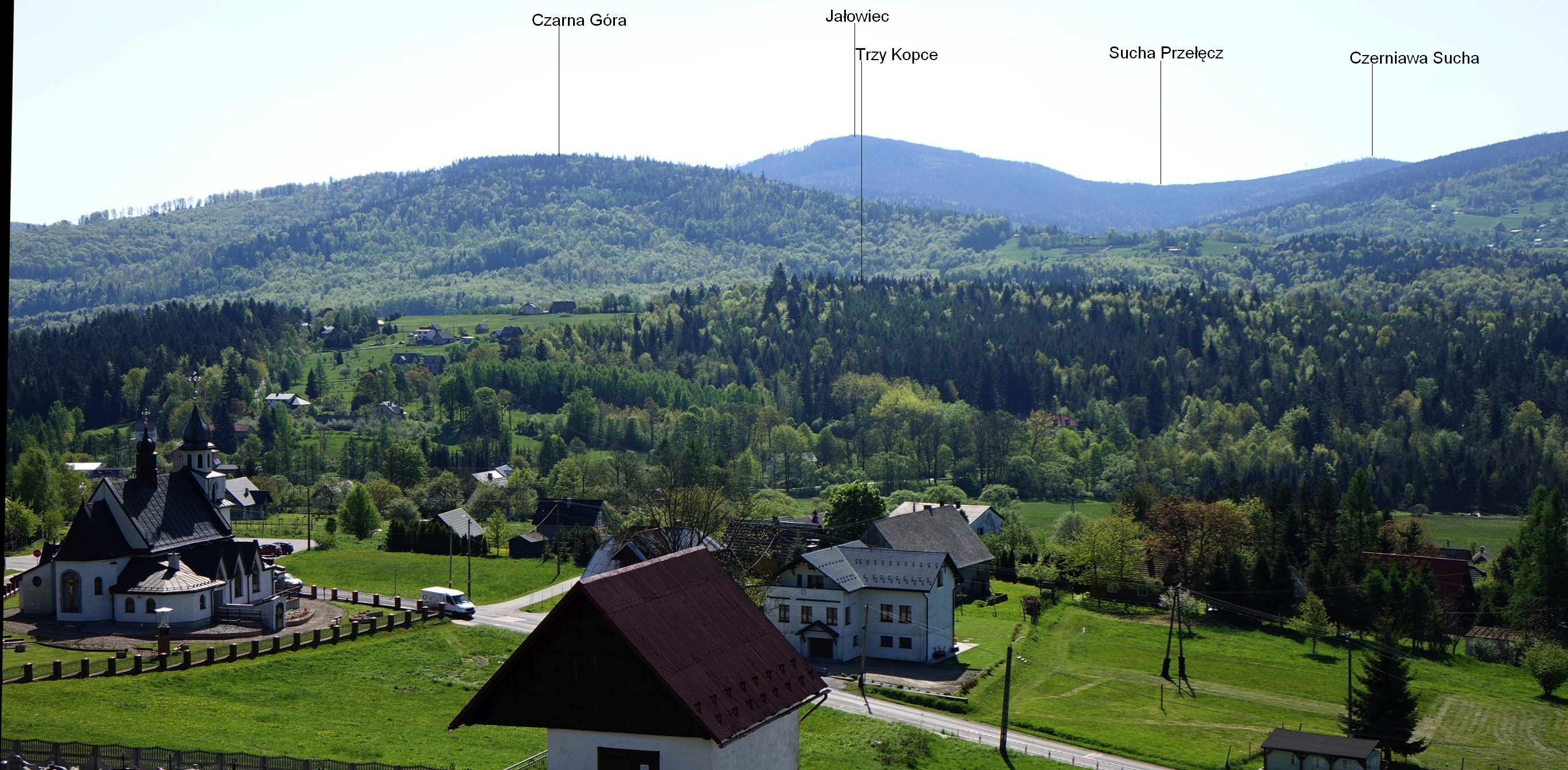
Widok z Huciska